# Empress of Japan
Die Empress of Japan (I) war ein 1891 in Dienst gestellter Ozeandampfer der Canadian Pacific Line, der als Royal Mail Ship Passagiere, Post und Fracht auf der Pazifikroute zwischen Kanada und Asien transportierte. Das Schiff wurde 1922 außer Dienst gestellt und 1926 abgewrackt. In über 30 Dienstjahren absolvierte die Empress of Japan 315 Pazifiküberquerungen und legte 2,5 Millionen Seemeilen (vier Millionen Kilometer) zurück.

## Das Schiff

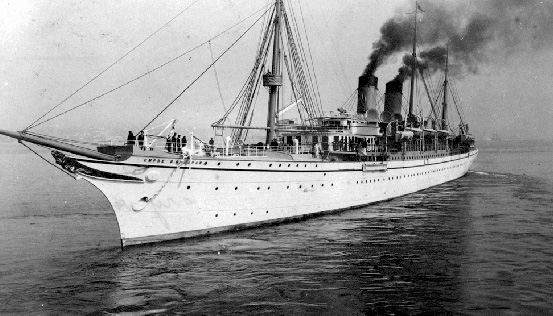
Die Empress of Japan in Vancouver (ca. 1915)

Die Empress of Japan und ihre beiden Schwesterschiffe Empress of China und Empress of India, die alle drei 1891 in Dienst gestellt wurden, waren die ersten Schiffe der Eisenbahngesellschaft Canadian Pacific Railway, die 1884 ins Schifffahrtsgeschäft eingestiegen war. Nachdem das Unternehmen bis dahin nur gecharterte Schiffe genutzt hatte, gab es 1890 drei Neubauten bei der Werft Naval Construction & Armament Company in Barrow-in-Furness in Auftrag.
Grundlage war ein neu geschlossener Vertrag zwischen der Canadian Pacific Railway und der britischen Regierung, der die subventionierte Beförderung von Post zwischen Großbritannien und Hongkong via Kanada vorsah. Zu diesem Zweck wurden in Großbritannien drei neue Ozeandampfer in Auftrag gegeben, die diesen Service bedienen sollten. Diese drei Schiffe bildeten die Grundlage für den Erfolg der Canadian Pacific Railway in der Handelsschifffahrt. Alle drei hatten Yacht-ähnliche Konturen und einen weißen Schiffsrumpf, was sie sehr elegant erscheinen ließ. Sie waren die ersten Schiffe auf dem Pazifik, die mit Doppelschrauben und Hubkolbenmaschinen ausgestattet waren.
Das 5905 Bruttoregistertonnen (BRT) große Dampfschiff lief als letztes der drei Schwestern am 13. Dezember 1890 vom Stapel. Es wurde von Lady Alice Stanley, Countess of Derby, der Schwiegertochter von Frederick Stanley, 16. Earl of Derby auf den Namen Empress of Japan getauft. Das Schiff hatte einen Klipper-Bug, zwei Schornsteine, drei Masten und zwei Schiffsschrauben. An Bord war Platz für 160 Passagiere der Ersten, 40 der Zweiten und 700 der Dritten Klasse. Die beiden Dreifachexpansions-Dampfmaschinen leisteten 10.000 PSi und konnten das Schiff auf bis zu 16 Knoten beschleunigen. Sie hatte einen rot-grünen Drachen als Galionsfigur, die sich heute zusammen mit der Schiffsglocke im Vancouver Maritime Museum befindet. Eine Nachbildung der Galionsfigur befindet sich heute im Stanley Park in Vancouver.

## Einsatzgeschichte

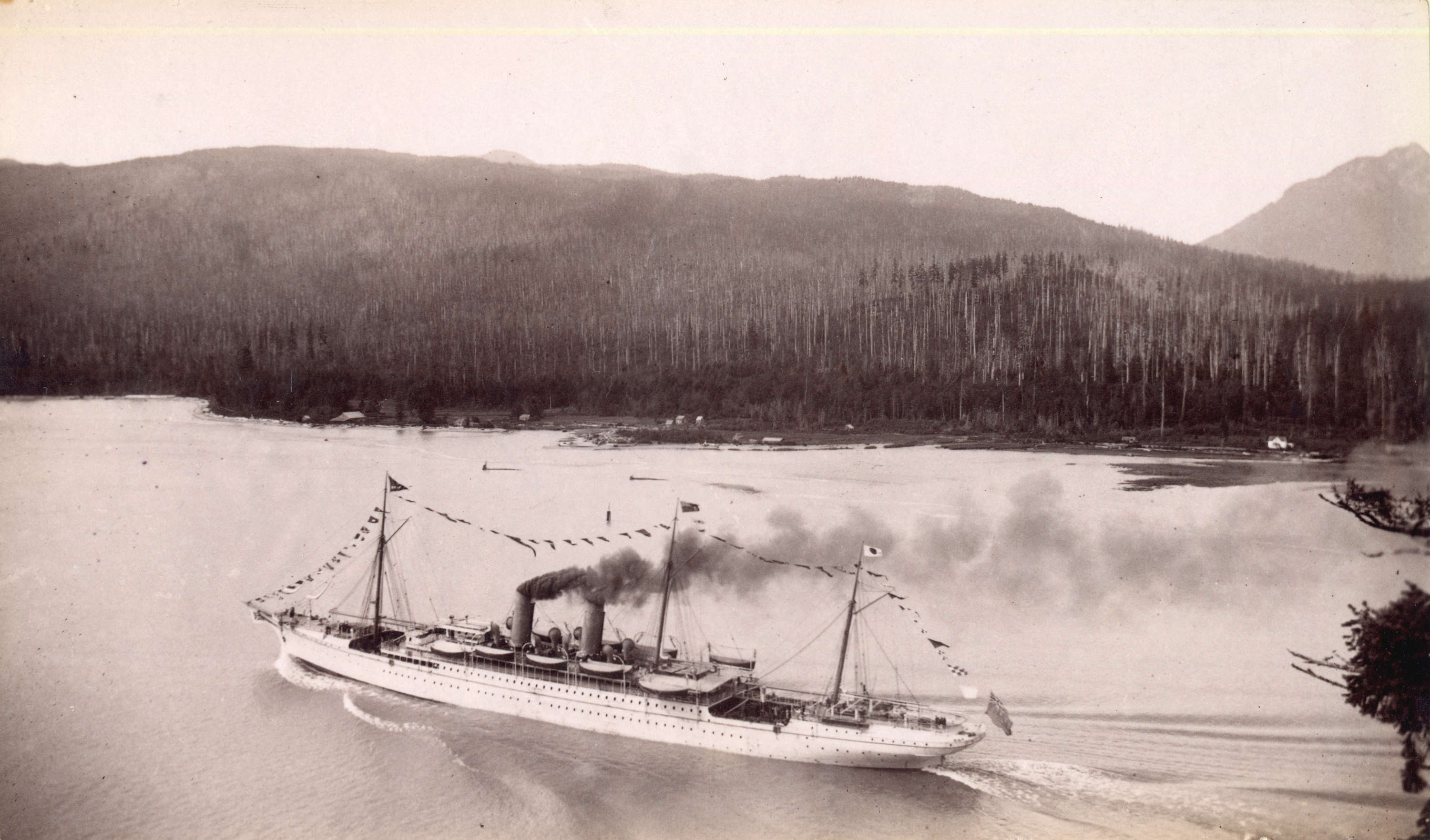
Die Empress of Japan bei Vancouver (1893)

Am 11. April 1891 lief die Empress of Japan in Liverpool zu ihrer Jungfernfahrt nach Sues, Hongkong und Vancouver ab. In den folgenden Jahren bediente sie die Route Vancouver-Japan-Hongkong. Die Empress of Japan stach aus der Flotte ihrer Reederei heraus, da sie über zwei Jahrzehnte hinweg den Geschwindigkeitsrekord auf der Pazifikroute hielt. Im Ersten Weltkrieg diente der Passagierdampfer als bewaffneter Hilfskreuzer (Armed Merchant Cruiser), wodurch sie ihren stilvollen weißen Farbanstrich verlor. Eine Übereinstimmung zwischen der Canadian Pacific Railway, dem britischen Parlament sowie der kanadischen Regierung sah vor, dass die Empress of Japan im Falle eines Krieges der britischen Admiralität zugeteilt werden soll.
Am 28. Juni 1914, zwei Tage vor der Ankunft der Empress of Japan in Yokohama während einer routinären Überfahrt, brach dann der Krieg aus. Der Dampfer wurde anschließend für den Kriegseinsatz umgebaut und diente während des Kriegs wie vorgesehen als Hilfskreuzer. Bereits 1916 wurde das Schiff wieder seinen Eignern übergeben. Sie war das einzige der drei Schwesterschiffe, das nach Kriegsende wieder auf die Pazifikroute zurückkehrte. Die Ankunft der Empress of Japan in Vancouver am 18. Juli 1922 markierte ihre 315. und letzte Überfahrt. Anschließend wurde das betagte Schiff aufgelegt. 1923 bekam das Schiff noch einen neuen Verwendungszweck, als es von der Canadian Pacific Line zur Unterbringung von Streikbrechern während eines Zerwürfnisses mit der Vancouver and District Waterfront Workers’ Association kam. Die Empress of Japan lag im Hafen von Vancouver, bis sie 1926 in North Vancouver abgewrackt wurde.